# Пам'ятник Митрополиту Василю Липківському (Київ)
Пам'ятник Митрополиту Василю Липківському — пам'ятник українському церковному діячу, педагогу, письменнику, першому митрополиту відродженої Української Автокефальної Православної Церкви Василю Липківському, встановлений у 2024 році в місті Києві. Скульптор - Олександр Ткачук

## Опис
Пам'ятник витесано із пісковику. 
На пам'ятнику фотопортрет Василя Липківського та напис: 
«На цьому місці в Олександрівській Слобідці у будинку на вулиці Дачній, 8 з серпня 1934 - жовтень 1937 року мешкав лідер українського православного церковно-визвольного руху, Предстоятель Української Автокефальної Православної Церкви найпочесніший отець-митрополит Київський і Всієї України Василь Липківський. У цьому будинку 22 жовтня 1937 року митрополит-мученик Василь Липківський був заарештований московсько-большевицькими катами та посаджений до Лук'янівської в'язниці, де розстріляний російськими катами за Христа і Україну 27 листопада 1937 року. Вічна пам'ять апостолу українського національно-релігійного відродження!».
Вгорі - ікона Божої Матері. Увінчує пам'ятник традиційний український 8-конечний хрест.
Зі зворотного боку - витесано зображення розп'ятого на хресті Ісуса Христа. 
Загальна висота з хрестом - 3 м.

## Відкриття
Відкрито 14 вересня 2024 на місці будинку (що тоді мав адресу вулиця Дачна, 8), де у серпні 1934-жовтні 1937 року жив Митрополит. Будинок знесено у 1970-х роках, але місце не було забудоване.

## Розташування
Розташований у Солом'янському районі міста Києва поряд із житловим будинком №4 на вулиці Григорія Кочура.  